# Oberea apicenigrita
Oberea apicenigrita är en skalbaggsart som beskrevs av Stefan von Breuning 1962. Oberea apicenigrita ingår i släktet Oberea och familjen långhorningar.
Artens utbredningsområde är Laos. Inga underarter finns listade i Catalogue of Life.